# Clathria rectangulosa
Clathria rectangulosa är en svampdjursart som beskrevs av Schmidt 1870. Clathria rectangulosa ingår i släktet Clathria och familjen Microcionidae. Inga underarter finns listade i Catalogue of Life.